# NGC 2606
NGC 2606 је спирална галаксија у сазвежђу Велики медвед која се налази на NGC листи објеката дубоког неба.
Деклинација објекта је + 52° 47' 19" а ректасцензија 8h 35m 34,4s. Привидна величина (магнитуда) објекта NGC 2606 износи 14,3 а фотографска магнитуда 15,1. NGC 2606 је још познат и под ознакама MCG 9-14-72, CGCG 263-59, PGC 24117.